# DailyMed
DailyMed es un sitio web operado por la Biblioteca Nacional de Medicina (NLM, por sus siglas en inglés) de EE. UU. para publicar etiquetas  de medicamentos actualizadas y precisas (también llamadas  prospectos ) para los proveedores de atención médica y el público en general. El contenido de DailyMed es proporcionado y actualizado diariamente por la Administración de Drogas y Alimentos de los Estados Unidos (FDA). La FDA, a su vez, recopila esta información de la industria farmacéutica.
Los documentos publicados utilizan el estándar de etiquetado de productos estructurados (SPL) HL7 versión 3, que es un formato XML que combina el texto legible de la etiqueta del producto con elementos de datos estructurados que describen la composición, la forma, el empaque y otras propiedades. de los productos farmacéuticos en detalle según el modelo de información de referencia (RIM) HL7.
Al 21 de agosto de 2021 , contenía información sobre 140 232 listados de medicamentos.
Incluye una fuente RSS para obtener información actualizada sobre medicamentos.

## Historia
En 2006, la FDA revisó la etiqueta del medicamento y también creó DailyMed para mantener actualizada la información de las recetas.

## Contenido
DailyMed contiene :
- Productos aprobados por la FDA:
  - Medicamentos recetados y productos biológicos para uso humano (el etiquetado incluye información de prescripción, prospecto para del paciente y etiquetado de cajas y contenedores)
  - productos farmacéuticos y
  - Productos biológicos
- Medicamentos y productos biológicos sin receta (por ejemplo, de venta libre) para uso humano
  - Ciertos dispositivos médicos para uso humano
  - Gases medicinales para uso humano y animal
- Medicamentos recetados y sin receta para uso animal
- Productos adicionales regulados, pero no aprobados, por la FDA:
- Ciertos dispositivos médicos
- Productos cosméticos
- Suplementos dietéticos
- alimentos médicos
- Productos recetados y sin receta no aprobados